# Mahmood (chanteur)
Alessandro Mahmoud, dit Mahmood, né le 12 septembre 1992 à Milan, est un chanteur et auteur-compositeur-interprète italien d’origine italo-égyptienne. Il représente l'Italie au concours Eurovision de la chanson 2019 où il finit deuxième et compte parmi les chanteurs italiens contemporains les plus écoutés.

## Biographie
Mahmood est né d'un père égyptien, qui a quitté le foyer familial lorsqu’il avait 6 ans, et d'une mère italienne, née en Sardaigne. Il a grandi à Gratosoglio, un quartier pauvre de Milan,.
Il se choisit comme mononyme Mahmood, jeu de mots entre son véritable nom de famille et l’anglais « my mood ».
Il participe en 2016 à la section espoirs au festival de Sanremo avec la chanson Dimentica. Comme auteur-compositeur, il a écrit pour Elodie, Michele Bravi et Marco Mengoni qui a représenté l’Italie à l’Eurovision en 2013.
Il qualifie son style de Morocco Pop (pop marocaine). Avec Gioventù bruciata, le titre de son EP, publié en novembre 2018, il remporte une des deux places pour le festival de Sanremo 2019 à travers Sanremo Giovani 2018 (giovani, « jeunes » en italien), où il remporte aussi le prix de la critique. Deux mois après, c’est avec la chanson Soldi (« argent » en italien), qui ne figurait pas sur l’EP et qui sort le 5 février 2019, qu’il remporte le festival de Sanremo 2019, en devançant, grâce au jury d’experts et à la presse, Ultimo et Il Volo. Soldi est une chanson écrite par Mahmood, Dardust et Charlie Charles et représente l'Italie au concours Eurovision de la chanson 2019, où il finit deuxième.
Cette victoire irrite l'extrême droite italienne et en particulier Matteo Salvini (Ligue du Nord) qui twitte : « Mahmood… Bof… La plus belle chanson italienne ? Moi, j’aurais choisi Ultimo, et vous, vous en dites quoi ? »,. Luigi Di Maio, du Mouvement 5 étoiles, dénonce « la distance abyssale entre le peuple et les élites », la victoire de Mahmood illustrant selon lui « les souhaits d'un jury minoritaire fait de journalistes et de bobos, plutôt que de la majorité du public ».
Juste après sa victoire au festival de Sanremo, « Soldi » et le premier album de Mahmood, Gioventù bruciata, débutent comme numéro 1 du classement officiel en Italie. C’est également le clip le plus vu sur Spotify de tous les candidats à l’Eurovision 2019. Il termine deuxième du concours Eurovision de la chanson 2019 à Tel Aviv en remportant le Prix Marcel-Bezençon de la meilleure composition et le vote Organisation générale des amateurs de l'Eurovision.
Quatre mois après sa sortie le clip de « Soldi » dépasse les 100 millions de visualisation sur YouTube et elle devient la chanson italienne la plus écoutée de l’histoire sur Spotify.
En 2022, Mahmood gagne une seconde fois le concours du festival de Sanremo, en duo avec Blanco, avec la chanson intitulée Brividi. À la suite de cette victoire, ils représentent l'Italie à l'Eurovision qui se déroule au PalaOlimpico à Turin lors de la finale du 14 mai 2022, où ils finiront sixième.

## La chansonSoldi
La chanson évoque les relations difficiles avec son père, qui a abandonné la famille, et comporte un vers en arabe, langue qu’il ne parle pas. Les paroles du texte en arabe égyptien sont : ولدي, ولدي, حبيبي تعال هنا waladi waladi habibi ta'aleena, « mon fils, mon fils, mon amour (chéri) viens ici ».

## Discographie

### Album
- 2019 : Gioventù bruciata
- 2021 :  Ghettolimpo
- 2024 : Nei letti degli altri

### Singles
- 2013 : Fallin' rain
- 2015 : The chair (feat. Martha)
- 2016 : Dimentica
- 2017 : Pesos
- 2018 : Uramaki
- 2018 : Milano Good Vibes
- 2018 : Asia occidente
- 2018 : Gioventù bruciata
- 2019 : Soldi
- 2019 : Calipso (Charlie Charles et Dardust, feat. Mahmood, Sfera Ebbasta et Fabri Fibra)
- 2019 : Barrio
- 2020 : Rapide
- 2020 : Moonlight Popolare (ft. Massimo Pericolo)
- 2020 : Dorado (ft. Sfera Ebbasta, Feid)
- 2021 : Inuyasha
- 2021 : Zero
- 2021 : Klan
- 2021 : Rubini
- 2022 : Brividi (avec Blanco)
- 2023 : Cocktail d'amore
- 2024 : Tuta Gold
- 2024 : Sempre/Jamais (en duo avec Angèle)
- 2024 : Ra ta ta